# Mareike Müller (Journalistin)
Mareike Müller ist eine deutsche Journalistin und Dokumentarfilmerin.

## Leben und Wirken
Müller studierte Europäische Medienwissenschaft an der Universität Potsdam und in Paris und anschließend in Hamburg an der Hamburg Media School Journalismus. Seit 2013 entwickelt und realisiert sie dokumentarische Stoffe zu Themen aus Gesellschaft und Wissenschaft.
Die dokumentarische Serie Charité Intensiv: Station 43 (mit Co-Autor Carl Gierstorfer) über eine Intensivstation der Berliner Charité während der zweiten Welle der Corona-Pandemie zählt zu den am meisten online abgerufenen Doku-Serien des deutschen Fernsehens und wurde unter anderem mit dem Grimme-Preis und dem Deutschen Fernsehpreis ausgezeichnet. Eine zweite Staffel wurde 2024 unter dem Titel Charité intensiv: Gegen die Zeit veröffentlicht.

## Auszeichnungen (Auswahl)
- 2012: RTL-Integrationspreis für die Reportage Luftschloss Europa[1]
- 2021: „Bester Dokumentarfilm“ der Deutschen Akademie für Fernsehen[3]
- 2021: Katholischer Medienpreis in der Kategorie „Fernsehen“[4]
- 2021: Film- und Fernsehpreis des Hartmannbundes[5]
- 2021: „Journalistin des Jahres“ des Medium Magazins in der Kategorie „Team“[6]
- 2022: Grimme-Preis für Charité Intensiv: Station 43[7]

## Filmografie (Auswahl)
- 2021: Im Fadenkreuz der Machthaber, Dokumentation, ARTE
- 2021: Charité Intensiv: Station 43, 4-teilige dokumentarische Serie, ARD
- 2022: Überleben: Was wir über Suizide wissen, Dokumentation, ARTE
- 2023: Charité Intensiv: Gegen die Zeit, 4-teilige dokumentarische Serie, ARD
- 2025: WIR WOLLEN MEHR: Arbeit ohne Barrieren, Dokumentarfilm, ARD